# Moldova Mare

Propunerea lui Nikita Salogor pentru granițele RSS Moldovenești

Moldova Mare (în limba moldovenească cu alfabet chirilic Молдова Маре) este un concept iredentist moldovenist care cuprinde Basarabia, Moldova Occidentală, Bucovina, Bugeacul, ținutul Herța, fostul teritoriul al RASS Moldovenești (inclusiv Transnistria) și uneori județele Maramureș, județul Bistrița-Năsăud și Pocuția.
În 1918, după realizarea României Mari, politicienii naționaliști Alexandru C. Cuza și Nicolae Iorga au cerut o autonomie a Moldovei reunificate în cadrul noii țări.
Conceptul propriu-zis a apărut la finalul celui de-al Doilea Război Mondial când, în timpul negocierilor pentru pace, politicianul sovietic moldovean Nikita Salogor a revendicat toate teritoriile menționate anterior (fără Pocuția), inclusiv cele transilvănene, pe motiv că „domnitorii Bogdan I și Dragoș I proveneau de acolo, iar astfel RSS Moldovenească ar fi devenit moștenitorul de drept al Principatului Moldovei”. Acest concept a fost susținut și de alți demnitari sovietici moldoveni. Salogor chiar a trimis o scrisoare lui Iosif Stalin în care argumenta „unitatea moldovenilor eliberați de boierii români”, precum și „necesitatea economică a Bugeacului”. Ulterior, Salogor a fost destituit din toate funcțiile publice. Se crede că acest lucru a fost realizat din cauza presiunilor făcute de politicienii ucraineni, întrucât Salogor revendica și teritorii controlate de RSS Ucraineană, ceea ce era considerat „inacceptabil, legitimând pretențiile imperialiste românești”.

## Moldova independentă
În anii 1990, Mihail Gorbaciov a declarat că iredentismul moldovenesc și cel ucrainean sunt „ceva inacceptabil și imposibil de realizat”. Conceptul a scăzut în popularitate în favoarea unirii cu România.
Totuși, încă există organizații iredentiste moldovenești, centrate pe o platformă antiromânească, cum ar fi ziarul Moldova Mare, Partidul Patrioții Moldovei (condus de Mihail Garbuz), site-ul moldovenii.md și Mișcarea Voievod (ambele fondate de Nicolae Pascaru) sau Mișcarea Populară Moldova Mare (condusă de fostul bașcan al Găgăuziei Mihail Formuzal, de Artur Cerari - baronul romilor, de Arhiepiscopul Marchel Mihăescu, de Emilian Ciobu - fondatorul Partidului Patria, și de fostul șef al Securității Anatol Plugaru). Un astfel de proiect ar poziționa noul-stat în așa-zisa lume rusă.
În anul 2017, președintele rus Vladimir Putin i-a dăruit președintelui moldovean Igor Dodon o hartă cu Principatul Moldovei. Dodon a declarat că el dorește ca Moldova Occidentală să devină parte a Republicii Moldova și că acest lucru se ca realiza după aderarea la Uniunea Vamală Euroasiatică. De asemenea, în programul Partidului Socialiștilor din Republica Moldova este prezent paragraful „reîntregirea țării”. Și fostul președinte Vladimir Voronin declarat că „în România trăiesc 10 milioane de moldoveni”.